# Etheostoma spectabile
 Etheostoma spectabile és una espècie de peix de la família dels pèrcids i de l'ordre dels perciformes que habita a les conques del llac Erie i del riu Mississipi des del sud-est de Michigan i Ohio fins a l'est de Wyoming, Tennessee, el nord de Texas i les conques fluvials texanes del golf de Mèxic (des del riu Trinity fins al riu San Antonio), incloent-hi Arkansas, Colorado, Illinois, Indiana, Iowa, Kansas, Kentucky, Missouri, Nebraska i Oklahoma.

## Morfologia

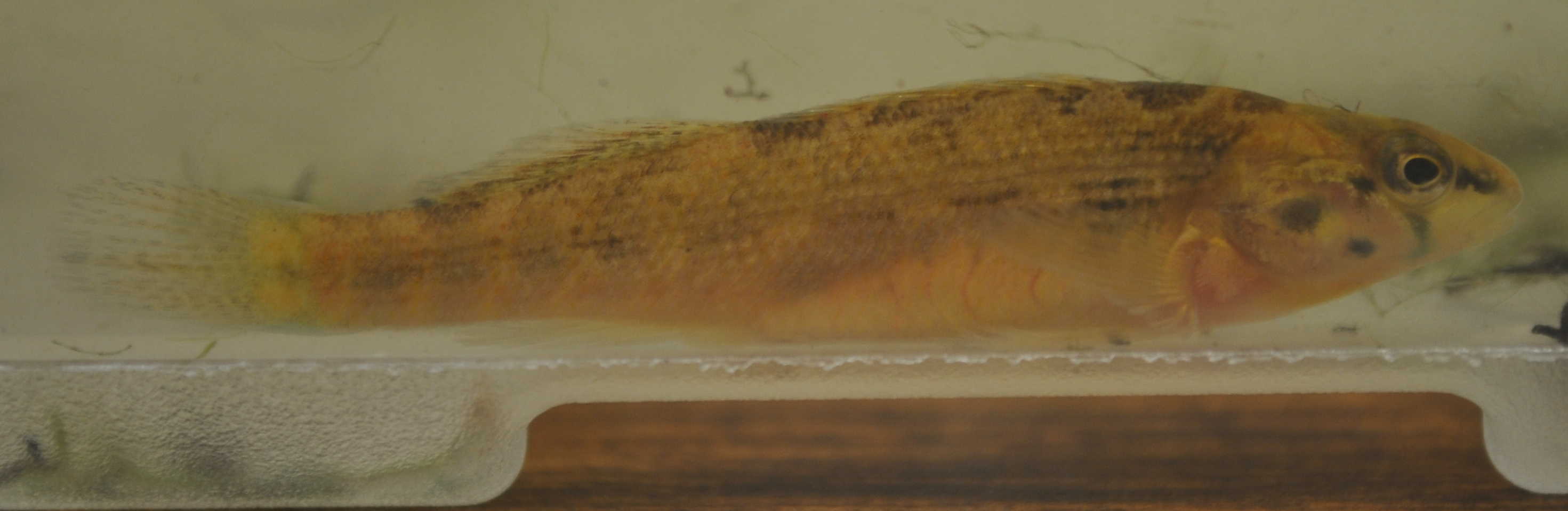
Exemplar femella

Pot assolir els 7,2 cm de llargària total, tot i que la seua mida normal és de 4,7. 8 o 9 franges al cos; gola del mascle de color taronja; cap punt negre en el marge superior de les aletes pectorals; sense línia pàl·lida longitudinal al llarg de la línia lateral; costats sense grans taques negres rectangulars. Perfil del cap arrodonit. Boca en posició terminal. Coloració: dors d'oliva a marró; franges blaves fosques i verticals als costats del cos (pot variar geogràficament) i separades per pigments grocs, taronges o vermells (molt més brillants en els mascles). Àrea pectoral dels mascles adults de color taronja brillant. En el mascle, la primera aleta dorsal és de color vermell a nivell basal i blau a les vores i, sovint (pot variar geogràficament), té franges clares i mitjanes. La segona aleta dorsal és, en general, de color taronja i, amb freqüència (pot variar a nivell local) de color blau a la base. L'aleta anal és blava, verda o clara; les pèlvianes blaves i la caudal i pectorals clares o grogues. Les aletes de les femelles són majoritàriament clares o tenen franges de color marró clar. Dues espines a l'aleta anal, 5-6 escates per sobre de la línia lateral i 7-9 per sota, 17-20 escates al voltant del peduncle caudal, 8-12 espines a l'aleta dorsal, 10-15 radis a la dorsal, 10-14 radis a les pectorals i 4-8 radis a l'aleta anal. Línia lateral recta. Aleta pectoral més curta que el cap i sense arribar a l'anus. Ventre amb escates (una banda estreta i nua pot ser-hi present a la línia mitjana). Preopercle llis o lleugerament serrat.

## Ecologia
És d'aigua dolça, bentopelàgic i de clima temperat (4 °C-18 °C; 43°N-30°N). És més abundant en aigües alcalines i evita els rius amb corrent fort. Els adults mengen ous de peixos, mosques immadures, frigànies i d'altres insectes, mentre que els joves es nodreixen d'insectes i crustacis. És inofensiu per als humans i parasitat per Acanthocephalus tahlequahensis.
L'aparellament ocorre principalment entre principis de l'abril i principis del juny a Michigan i Missouri, entre el febrer i el maig a Arkansas i del novembre al maig a Texas. La maduresa sexual s'assoleix en un any. Els ous són dipositats a la grava dels ràpids i els alevins, tan aviat com fan la desclosa, migren riu avall per a refugiar-se en gorgs.
La majoria moren després de la seua primera temporada d'aparellament com a adults. Molt rarament viuen més de dos anys.